# Glyphodes delicatalis
Glyphodes delicatalis là một loài bướm đêm trong họ Crambidae.